# Iziphya bufo
Iziphya bufo är en insektsart som först beskrevs av Walker 1848. Enligt Catalogue of Life ingår Iziphya bufo i släktet Iziphya och familjen långrörsbladlöss, men enligt Dyntaxa är tillhörigheten istället släktet Iziphya och familjen borstbladlöss. Enligt den finländska rödlistan är arten starkt hotad i Finland. Arten är reproducerande i Sverige. Artens livsmiljö är sandstränder vid Östersjön. Inga underarter finns listade i Catalogue of Life.